# Henrik Furebotn
Henrik Luggenes Furebotn (Øvre Årdal, 11 febbraio 1986) è un ex calciatore norvegese, di ruolo centrocampista.

## Carriera

### Club

#### Sogndal
Furebotn ha iniziato la carriera professionistica con la maglia del Sogndal. Ha debuttato nella 1. divisjon il 9 aprile 2006, venendo schierato titolare nella sconfitta per 3-1 sul campo del Pors Grenland. Il 13 agosto dello stesso anno, ha segnato la prima rete: è stato autore di uno dei gol del Sogndal nel pareggio per 2-2 contro l'Aalesund. Nel 2010, ha contribuito alla promozione nell'Eliteserien della sua squadra.
Il 20 marzo 2011 ha esordito così nella massima divisione norvegese, schierato titolare nella sconfitta per 2-1 sul campo dello Strømsgodset. Ha totalizzato 24 presenze in campionato, nella stessa annata.

#### Sandnes Ulf
L'8 gennaio 2013, il Sandnes Ulf ha ufficializzato l'ingaggio di Furebotn sul proprio sito internet, con il giocatore che si è legato al nuovo club con un contratto dalla durata biennale. Ha debuttato con questa maglia il 17 marzo successivo, schierato titolare nella sconfitta per 2-0 sul campo dello Strømsgodset. Nella sfida di ritorno contro lo Strømsgodset, ha segnato la prima rete per il Sandnes Ulf, con la partita che si è conclusa sul punteggio di 2-1 in favore della sua squadra. In vista del campionato 2014, ha cambiato numero di maglia ed è passato dal 18 al 7. Al termine di quella stessa stagione, il suo contratto è giunto alla scadenza e non è stato rinnovato. Ha chiuso la sua esperienza al Sandnes Ulf con 54 presenze e 2 reti tra campionato e coppa nazionale.

#### Bodø/Glimt
Il 27 gennaio 2015 ha firmato un contratto biennale con il Bodø/Glimt. Ha esordito in squadra il 6 aprile, schierato titolare nella sconfitta per 3-1 maturata sul campo del Sandefjord, partita in cui ha segnato la rete in favore del Bodø/Glimt. La sua squadra ha chiuso la stagione al 9º posto finale, con Furebotn che ha totalizzato 27 presenze e 3 reti tra campionato e coppa. Rimasto in squadra fino al luglio successivo, le presenze con questa casacca sono aumentate fino a 46, con 7 reti all'attivo.

#### Il ritorno al Sogndal
Il 19 luglio 2016, il Sogndal ha ufficializzato sul proprio sito internet d'aver ingaggiato Furebotn, che ha firmato col club un contratto valido per i successivi tre anni. È tornato a vestire questa maglia il 31 luglio, schierato titolare nella vittoria per 0-1 sul campo dell'Haugesund. Il 21 agosto ha trovato il primo gol, nel pareggio per 1-1 in casa dello Start.

#### Fredrikstad
Il 28 luglio 2017, il Fredrikstad ha annunciato d'aver ingaggiato Furebotn con la formula del prestito, fino al termine della stagione. Ha esordito in squadra il 30 luglio, schierato titolare nel pareggio per 1-1 contro lo Strømmen. Al termine di quella stessa annata, il Fredrikstad è retrocesso in 2. divisjon.

## Statistiche

### Presenze e reti nei club
Statistiche aggiornate al 1º gennaio 2019.
| Stagione           | Club               | Campionato         | Campionato | Campionato | Coppe nazionali | Coppe nazionali | Coppe nazionali | Coppe continentali | Coppe continentali | Coppe continentali | Supercoppe | Supercoppe | Supercoppe | Totale | Totale |
| Stagione           | Club               | Comp               | Pres       | Reti       | Comp            | Pres            | Reti            | Comp               | Pres               | Reti               | Comp       | Pres       | Reti       | Pres   | Reti   |
| ------------------ | ------------------ | ------------------ | ---------- | ---------- | --------------- | --------------- | --------------- | ------------------ | ------------------ | ------------------ | ---------- | ---------- | ---------- | ------ | ------ |
| 2006               | Sogndal            | 1D                 | 25         | 1          | CN              | 4               | 2               | -                  | -                  | -                  | -          | -          | -          | 29     | 2      |
| 2007               | Sogndal            | 1D                 | 21         | 2          | CN              | 1               | 0               | -                  | -                  | -                  | -          | -          | -          | 22     | 2      |
| 2008               | Sogndal            | 1D                 | 21+2       | 3+0        | CN              | 4               | 0               | -                  | -                  | -                  | -          | -          | -          | 27     | 3      |
| 2009               | Sogndal            | 1D                 | 29+1       | 7+0        | CN              | 4               | 2               | -                  | -                  | -                  | -          | -          | -          | 34     | 10     |
| 2010               | Sogndal            | 1D                 | 28         | 2          | CN              | 5               | 0               | -                  | -                  | -                  | -          | -          | -          | 33     | 2      |
| 2011               | Sogndal            | ES                 | 24         | 0          | CN              | 2               | 0               | -                  | -                  | -                  | -          | -          | -          | 26     | 0      |
| 2012               | Sogndal            | ES                 | 26         | 1          | CN              | 1               | 0               | -                  | -                  | -                  | -          | -          | -          | 27     | 1      |
| 2013               | Sandnes Ulf        | ES                 | 26         | 2          | CN              | 2               | 0               | -                  | -                  | -                  | -          | -          | -          | 28     | 2      |
| 2014               | Sandnes Ulf        | ES                 | 24         | 2          | CN              | 0               | 0               | -                  | -                  | -                  | -          | -          | -          | 24     | 2      |
| Totale Sandnes Ulf | Totale Sandnes Ulf | Totale Sandnes Ulf | 50         | 4          |                 | 2               | 0               |                    | -                  | -                  |            | -          | -          | 52     | 4      |
| 2015               | Bodø/Glimt         | ES                 | 26         | 3          | CN              | 1               | 0               | -                  | -                  | -                  | -          | -          | -          | 27     | 3      |
| lug.-dic. 2016     | Bodø/Glimt         | ES                 | 16         | 2          | CN              | 3               | 2               | -                  | -                  | -                  | -          | -          | -          | 19     | 4      |
| Totale Bodø/Glimt  | Totale Bodø/Glimt  | Totale Bodø/Glimt  | 42         | 5          |                 | 4               | 2               |                    | -                  | -                  |            | -          | -          | 46     | 7      |
| lug.-dic. 2016     | Sogndal            | ES                 | 13         | 1          | CN              | -               | -               | -                  | -                  | -                  | -          | -          | -          | 13     | 1      |
| gen.-lug. 2017     | Sogndal            | ES                 | 12         | 0          | CN              | 1               | 0               | -                  | -                  | -                  | -          | -          | -          | 13     | 0      |
| lug.-dic. 2017     | Fredrikstad        | 1D                 | 10+2       | 0          | CN              | -               | -               | -                  | -                  | -                  | -          | -          | -          | 12     | 0      |
| 2018               | Sogndal            | 1D                 | 0          | 0          | CN              | 0               | 0               | -                  | -                  | -                  | -          | -          | -          | 0      | 0      |
| Totale Sogndal     | Totale Sogndal     | Totale Sogndal     | 25         | 1          |                 | 1               | 0               |                    | -                  | -                  |            | -          | -          | 26     | 1      |
| Totale             | Totale             | Totale             | 304+5      | 24+0       |                 | 28              | 6               |                    | -                  | -                  |            | -          | -          | 337    | 32     |